# Cơ học môi trường liên tục
Cơ học môi trường liên tục là một nhánh của vật lý học nói chung và cơ học nói riêng. Môn khoa học này thường nghiên cứu các chuyển động vĩ mô của môi trường ở thể rắn, lỏng, khí, ngoài ra còn nghiên cứu các môi trường đặc biệt khác như các trường điện từ, bức xạ, trọng trường,... Đây là một môn khoa học khá rộng và phân nhánh, nó được ứng dụng khá rộng rãi trong chế tạo máy, luyện kim, tính toán mỏ, nghiên cứu cấu tạo của Trái Đất và vũ trụ, và nhiều lĩnh vực khác.
Dựa vào tính chất của vật thể ta có thể phân loại thành:
1. Cơ học vật rắn, đôi khi được biết đến như lý thuyết đàn hồi hoặc sức bền vật liệu. Cơ học vật rắn nghiên cứu sự cân bằng và chuyển động của vật chất không bị biến dạng bởi ngoại lực.
2. Cơ học chất lưu, nghiên cứu quá trình vật lý của dòng chảy của các vật chất vô cùng nhỏ. Các phần tử vật chất này có thể dễ dàng chuyển động trong không gian.

## Lí thuyết cơ học chất lưu

### Nguyên lí Becnuli
Phát biểu toán học:  {\displaystyle p_{o}+\rho gh+{\frac {1}{2}}\rho v^{2}=const}
với:
{\displaystyle p_{0}} là áp suất tại bề mặt chất lỏng.
{\displaystyle \rho } là khối lượng riêng của chất lỏng.
{\displaystyle v} là vận tốc dòng chảy tại vị trí đang xét.
Ý nghĩa:
{\displaystyle \rho gh} là áp suất tĩnh tại điểm đang xét.
{\displaystyle {\frac {1}{2}}\rho v^{2}} là áp suất động của điểm đang xét.
Định luật Becnuli được rút ra từ định luật bảo toàn năng lượng áp dụng cho chất lưu.

### Phương trình liên tục
Phát biểu toán học: {\displaystyle S.v=const}
với:
{\displaystyle S}  là diện tích tiết diện tại vị trí khảo sát.
{\displaystyle v}  là vận tốc dòng tại vị trí trí khảo sát.
Sở dĩ có phương trình liên tục là do tính chất không nén được và tính liên tục của chất lỏng lí tưởng.
Chứng minh:
Vì chất lỏng là liên tục và không nén được nên lượng chất lỏng đi qua diện tích {\displaystyle S} trong khoảng thời gian {\displaystyle t} là hằng số
{\displaystyle \Rightarrow {\frac {dV}{dt}}=const}
Xét ống hình trụ bề dày {\displaystyle dx} diện tích tiết diện {\displaystyle S} thì {\displaystyle dV=S.dx} {\displaystyle \Rightarrow {\frac {S.dx}{dt}}=S.v=const}